# Puricythereis exquisita
Puricythereis exquisita is een mosselkreeftjessoort uit de familie van de Trachyleberididae. De wetenschappelijke naam van de soort is voor het eerst geldig gepubliceerd in 1980 door Bate & Sheppard.